# Noadja (prorokyně)

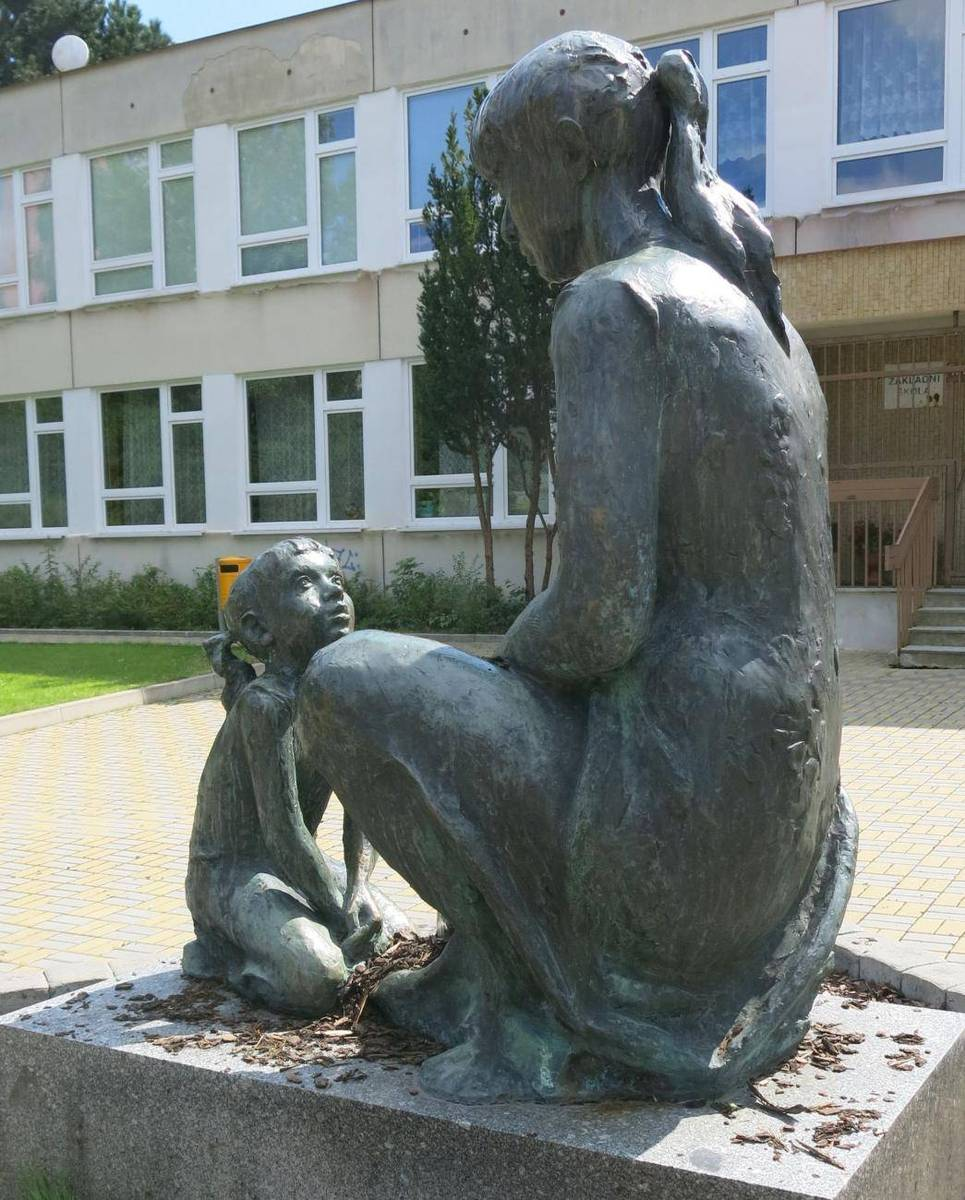
Noadja prorokyně Boží, symbolika (socha ženy s dítětem, Krásné Březno)

Noadja, (hebrejsky  נואדיה, Ozdoba Páně, Svědkyně Jehovova, podle kr. bible Noadia) byla prorokyně zmíněná v modlitbě Nehemiášově. Žila v Jeruzalémě v období po Kyrově ediktu z roku 538 př. n. l. který dovolil Židům návrat do Jeruzaléma, kde znovu postavili Chrám, jehož stavba byla přerušena odporem Samaritánů a znovu započata až za Dareia I. a dokončena v roce 515 př. n. l.

## Historie
Král Artaxerxes vydal nařízení proti smísení krve Židů s pohany a povolal znalce zákona Ezru, jenž byl židovského původu, aby uskutečnil vůli krále.

### Jeruzalémská bible:
Musí přísně zakročit proti Židům, kteří uzavřeli manželství s cizími ženami (Ezdr. 7-10). Potom si Artaxerxův číšník Nehemiáš vyžádá od tohoto krále, aby byl vypraven do Jeruzaléma s posláním obnovit tamní hradby. Tato práce je navzdory odporu nepřátel rychle dovedena ke konci a město se opět zalidňuje, Neh 1 1-7 72. Mezitím byl Nehemiáš jmenován místodržícím. Ezdráš přistupuje ke slavnostnímu předčítání Zákona, slaví se Svátek stánků, lid vyznává své hříchy a zavazuje se, že bude zachovávat Zákon, Neh 7 72-10 40. Následují různé seznamy, zprávy o doplňkových opatřeních a o posvěcení hradeb, 11 1 – 13 3. Nehemiáš se vrací do Persie a potom opět přichází s dalším posláním, jehož účelem je potlačení určitých nepořádků, které se zase vloudily do společenství, Neh 13 4 -31-.
Zda se s prorokyní Noadjou setkal i Ezdráš, není jisté. Historici, zpracovavší pro potřebu přípravy Jeruzalémské bible aparát vysvětlení a poznámek k dějinným artefaktům jsou totiž rozděleni na tři tábory exegetů:
Nejvíc diskutovanou a nejobtížnější  otázkou je přitom chronologie Ezdrášova a Nehemiášova působení. Podle uspořádání knihy přišel Ezdráš do Jeruzaléma v roce 458, v 7. roce Artaxerxa I., Ezd 7 8, Nehemiáš se k němu připojil v roce 445, ve 20. roce téhož krále, Neh 2 1. Setrval tu 12 let, Neh 13 6, tedy až do roku 433, odešel opět na neurčený čas do Persie, pak se vrátil a podruhé pobýval v Jeruzalémě, stále za Artaxerxa, jenž zemřel až v roce 424. Tohoto tradičního sledu se drží někteří dobří exegeté, přitom však omezují podle přesných údajů knihy samotné Ezdrášovu misi na jediný rok a předpokládají, že odešel nazpět do Persie, ještě před Nehemiášovým příchodem. Jiní exegeté tento sled převracejí, neboť se jim zdá, že Ezdráš mohl se svým dílem započít teprve tehdy, když Nehemiášovo bylo již dokončeno. V tom případě by se data podávaná pro Ezdráše nevztahovala na vládu Artaxerxa I., jako je tomu u Nehemiáše, nýbrž na vládu Artaxerxa II., a Ezdráš by byl přišel teprve v roce 398. A někteří novější exegeté zase souhlasí s tím, že Ezdráš přišel až po Nehemiášovi, ale odmítají uznat, že došlo ke změně vlády, o níž text nic neříká, a kladou tedy Ezdrášův příchod do doby mezi oběma Nehemiášovými misemi s tím, že provádějí určitou textovou opravu v Ezd 7 8: Ezdráš by byl podle toho přišel nikoli v 7., ale v 37. Artaxerxově roce, tedy roku 428. Každé z těchto řešení se může dovolávat dobrých argumentů a každé rovněž naráží na obtíže: problém nutně zůstává otevřený. Jisté je jen jedno: Nehemiáš působil v Jeruzalémě v letech 445 – 433 před Kr.

### Modlitba Nehemiášova:
Budiž pamětliv, můj Bože, na Tobiáše a Sanballata, podle těch skutků jejich, i na Noadii prorokyni, a na jiné proroky, kteříž strašili mne.
K tomu Bible svatá z roku 1613 uvádí odkaz na žalm 74,22, pod citovaným úsekem:
Povstaniž, ó Bože, a veď při svou, rozpomeň se na pohanění, kteréžť se děje od nesmyslných na každý den.
Z novodobých biblických překladů, a zejména z aparátu Jeruzalémské bible, osvětlujícího dějinný rámec a okolnosti událostí, z odkazů v překladu samém a z odkazů v dalších překladech biblických textů se dozvídáme, co byli Noadja, Sanballat a Tobiáš za osoby, nicméně pouze Noadja je Nehemiášem kvalifikována jako prorokyně, přičemž ji výslovně jmenuje, zatímco skupinu dalších osob nejmenuje a používá slova jiní proroci. Sanballat a Tobiáš podle vyznění věty proroky nebyli.  Rozdíl, který Nehemiáš činí v pojetí těchto lidí je zásadní pro určení netoliko odpůrců jeho a Ezrova konání v Jeruzalémě, ale pravděpodobně i mezi oněmi proroky beze jmen a Noadjou samou. Zda se Nehemiáš odvolává slovy jiní proroci na  proroky uctívající Baala, jako se dělo v době Elijášově, a nebo je tomu tak, že je pouze nechtěl jmenovat, nemůžeme s bezpečnou jistotou určit. Zásadně však jmenuje právě a jedině Noadju, jakožto jedinou prorokyni, ačkoli by mohl v modlitbě zmínit své odpůrce souhrnným označením všech pod kategorii těch, kdo mu činili potíže. Významnost Noadji je bezpochybná a zakládá otázku, kdo ji povolal za prorokyni a jakému bohu tehdy vlastně sloužila. S ohledem na její jmenování Nehemiášem a jeho sdělením Bohu, že je prorokyně, je konstatováno, že ji i její funkci uznával. Z toho také odvozuje aparát Jeruzalémské bible své odkazy na proroky Ezechiela a Jeremiáše. V případě Jeremiáše jde o uznání Noadji prorokyní povolanou izraelským Bohem:
Ale při prorocích Jeruzalémských vidím hroznou věc, že cizoložíce a se lží se obcházejíce, posilňují také rukou nešlechetníků, aby se neobrátil žádný od nešlechetnosti své. Mám všecky za podobné Sodomě, a obyvatele jeho podobné Gomoře.
Ty pak, synu člověčí, obrať tvář svou k dcerám lidu svého, kteréž prorokují z srdce svého, a prorokuj i proti nim.
- A jako Ezechiel vyzván Bohem (výše) i Nehemiáš, ale na rozdíl od proroka, bez vyzvání Bohem, pronáší modlitbu, v níž se proti prorokyni obrací, a jmenuje právě Noadju. V Ezechielově proroctví Bůh uvádí důvod, pro který proti prorokyním pozvedá soudní výrok:
Proto, že kormoutíte srdce spravedlivého lžmi, ješto jsem já ho nekormoutil, a posilujete rukou bezbožného, aby se neodvrátil od zlé cesty své, obživujíce jej.
Stejně tak Nehemiáš se cítí Noadjou trýzněn a popisuje své utrpení jako strašení. Z citovaných pasáží plyne, že však Bůh Izraele tyto prorokyně povolal a konaly službu proroctví až do chvíle, než se zpronevěřily svým chováním.

## Teologie
Příběh Noadji je biblicky zcela ojedinělý a v knize Nehemiášově není uvedeno, zda byl židovský číšník z Persie nakonec vyslyšen, stejně tak není v celém obsahu knih Ezra a Nehemiáš ani jediná zmínka o Božím slovu vůči oběma z nich. Na biblický text jde o ojedinělou formu sdělení o události bez zásahu Hospodina. Přesto, že na rozdíl od knih prorockých ani k Ezrovi a ani k Nehemiášovi v rozsahu jejich knih Bůh nikde nemluví, a není citován jako zdroj nařízení k jakémukoli jednání, jsou tradičně označováni za proroky, přičemž oni sami se za proroky nevydávají. Ba právě naopak, je to Nehemiáš, kdo za proroky označuje Noadju a jiné, a Ezra sebe za vykonavatele nařízení perského krále:
Za Artaxerxa přichází do Jeruzaléma znalec zákona Ezdráš, jenž má na perském dvoře na starosti židovské záležitosti, a s ním nová karavana navrátilců. Ezdráš je vyzbrojen úředním nařízením, které mu dává pravomoc, aby společenství uložil Mojžíšův Zákon, jenž je uznán za zákon králův. Musí přísně zakročit proti Židům, kteří uzavřeli manželství s cizími ženami, Ezdr. 7-10.
Z čehož je patrno, že přísně zakročit proti Židům je nařízením perského krále, nikoli pokynem Boha Izraele.
Jakási odcizenost vůči prorokům Boha Izraele je potom nezpochybnitelně patrná z celého kontextu těchto knih. Noadja, prorokyně Boží, bránila – jak lze bezpečně vyvodit z Nehemiášovy modlitby – v práci či v konání Ezrovi(?) nebo Nehemiášovi, případně oběma. Zmiňuje se však o ní pouze Nehemiáš, zatímco Ezra jako by měl k prorokům distancovaný charakter přístupu, možná s obavou o svou bezpečnost, jakou vyjadřuje na konci své modlitby Nehemiáš (v 6,14).
Jaký byl vlastně Noadjin vztah k Nehemiášovi se Nehemiáš nezmiňuje a nikde nelze dohledat konsekvence toho, co jí kladl za vinu, s přihlédnutím k tomu, že oba dva, Ezra i Nehemia, vlastně vykonávali dvě důležité věci: Řešili stavbu Chrámu a rozvody manželských párů mezi Židy, nařízené králem Persie, a jejich manželkami a dětmi. Možná proto nelze, že prorokyni Noadje ani tak nevadila stavba Chrámu, jako spíše kontroverzní přístup obou mužů k židovské obci, kterou rozdělili – muže od žen s jejich dětmi, když za použití mírného občasného násilí oddělili manželky a vyhnali je ven, za hranice Izraele. Striktní rozvodový přístup, jaký realizovali nařízením, nemohl však Artaxerxes dovodit z Tóry, která uvádí:
Když bys vytáhl na vojnu proti nepřátelům svým, a dal by je Hospodin Bůh tvůj v ruce tvé, a zajal bys z nich mnohé;
Uzříš-li mezi zajatými ženu krásného obličeje, a zamiluješ-li, tak abys ji sobě vzal za manželku:
Uvedeš ji do domu svého, i oholí sobě hlavu, a obřeže nehty své;
A složíc roucho své s sebe, v kterémž jest jata, zůstane v domě tvém, a plakati bude otce svého i matky své za celý měsíc; a potom vejdeš k ní, a budeš její manžel, a ona bude manželka tvá.
Pakliť by se nelíbila, tedy propustíš ji svobodnou.
Prorokyně Noadja tedy možná nesouhlasila s postupem Ezry či Nehemiáše nebo s oběma, což jako důvod své modlitby proti ní Nehemiáš sice nezmiňuje, ale jiný být nemohl. Noadja jakožto prorokyně Boží věděla, že Mojžíš dovolil Izraelcům brát si ženy ze zajatců svých nepřátel, z pohanů, a tudíž Artaxerxovo nařízení neakceptovala. Ezra proti prorokyni nebrojil, nebo alespoň se to neuvádí, zatímco Nehemiáš ano.
Ezrův a Nehemiášův postup při násilných rozvodech Židů nemohl modloslužebný pohanský král Artaxerxes odůvodnit ničím, vyjma s přihlédnutím k tradici, a například v knize Tobiáš se uvádí:
Vyvaruj se, dítě, jakékoli nemravnosti. Vyber si ženu z krve svých otců. Neber si ženu cizinku, jež není z kmene tvého otce, protože my jsme synové proroků. Vzpomeň si na otce od počátku, na Noema, Abrahama, Izáka a Jakuba. Ti všichni si vzali ženy ze svého příbuzenstva a bylo jim požehnáno na dětech a jejich pokolení dostane zemi za dědictví.
V té době však již nebylo možné, aby si tolik Židů vzalo za manželky pouze své příbuzné, přičemž osobnosti, na něž je v otcově připamatování synovi Tobiášovi poukázáno, si brali příbuzné v pokolení blízkém, sestry. Např. ale Abraham si nevzal svou sestru, Sára byla snacha Terachova, Abram jeho synem; Jákob vzdálené příbuzné ve smyslu sestřenice, Lotovy dcery měly potomstvo zplozené se svým otcem, ale nebyl jejich manželem. Amnón znásilnil Tamaru, která ho požádala o vyprošení souhlasu u jejich otce, krále Davida, k uznání rodinného vztahu, jímž se rozumí manželství, poněvadž cokoli jiného by bylo nemyslitelné; nicméně Ezra i Nehemiáš byli v rozporu nejen s Mojžíšovým zákonem (Dt 21, 10-14), ale také s příklady. Např. král Šalamoun měl 1000 žen;  pohanského, tedy nežidovského původu. Byl sice varován Bohem, s odkazem na Mojžíšův zákon (Dt 8,19), aby počet manželek a přítelkyň omezil, ale pouze s obavou Hospodina o to, aby jej neodlákaly ke službě svým božstvům, jak se nakonec i stalo. Tohle ovšem nedávalo Ezrovi a Nehemiášovi oporu v násilných rozděleních existujících manželství a navíc již měly tyto rodiny potomky. Byl to tedy pohan Artaxerxes, a jeho nařízení, jež musili Ezra s Nehemiášem uplatnit. Noadje se to však nelíbilo a tak na ni za její strašení Nehemiáš Bohu žaloval. Jak již bylo uvedeno, v knize se nenachází zmínka, že by vyslyšení své modlitby dosáhl. O prorokyni Noadje se toho moc neví, avšak i to málo, co víme, postačuje k ozřejmení její historicity a osobnostního charakteru, jakožto ženy, která odporovala pohanskému králi a jeho nařízení ubližovat židovským rodinám, byť bezúspěšně.
K podobnému chování došlo už jen v případě svěřenkyně Mordechajovy, Estery, která odporovala nařízení o vyhlazení Židů v době krále Asvera, vládci pomezí sahajícím od Indie až po Etiopii.